# Österreichisches Lesben- und Schwulenforum
Das Österreichische Lesben- und Schwulenforum (ÖLSF) war in den 1990er Jahren eine wesentliche Triebfeder der LesBiSchwulen Bewegung in Österreich und hat 1996 die Regenbogenparade in Wien begründet. Der Name bezeichnet einerseits ein jährliches Aktivistentreffen, andererseits den Anfang Februar 1995 gegründeten Dachverband, der um 1999/2000 lautlos seine Tätigkeit einstellte.

## Aktivistentreffen
Die im gesamten Bundesgebiet veranstalteten Lesben- und Schwulenforen trugen wesentlich zur Ausbildung einer kämpferischen und selbstbewussten Identität von Lesben, Schwulen und, ab 1995, TransGender-Personen in Österreich bei. Veranstalter waren jeweils – sofern vorhanden – eine oder mehrere lokale Organisationen.
- 1991 Linz
- 1992 Innsbruck
- 1993 Graz
- 1994 Wien: Alpenglühen mit dem Avantgarde-Festival UP-art
- 1995 Linz: Donauwellen
- 1996 Dornbirn: L(i)eben gegen den Strom
- 1997 St. Pölten: Lebenswelten – Menschenrechte
- 1998 Klagenfurt
- 1999 Wien

Die Lesben- und Schwulenforen pflegten einerseits den politischen und kulturellen Diskurs, waren aber andererseits auch offen für hedonistische Workshops und Events – wie „Dildobasteln“, Darkrooms für Lesben, Hermes Phettbergs Performance in einer öffentlichen Bedürfnisanstalt, Mitternachtslesungen und Tanzeinlagen. Fast auf jedem Lesben- und Schwulenforum wurden wesentliche Resolutionen diskutiert und abgestimmt, die das politische Vorgehen der österreichischen Vereine prägten, darunter 1994 die Rechtsresolution und 1996 die TransGender-Resolution. Die 1994 heftig umstrittene Resolution zur Abschaffung der Geschlechter fand keine Mehrheit.

## Dachverband
1994 wurde im Schlussplenum des Lesben- und Schwulenforums in Wien die Institutionalisierung als Verein beschlossen. Als Gründungsvorsitzende wurden am 4. Februar 1995 – dem offiziellen Entstehungsdatum – in Graz Hedwig Pepelnik-Gründler und Christian Michelides gewählt, als Stellvertreter Waltraud Riegler von der HOSI Wien und Gernot Wartner von der HOSI Linz. In den folgenden zwei Jahren hatte das ÖLSF mit umfangreicher Öffentlichkeitsarbeit und vielen Aktivitäten seine Hoch-Zeit, u. a. 1995 mit dem Internationalen Menschenrechts-Tribunal gegen die Republik Österreich sowie mit dem Appell an die Vernunft im Palais Auersperg, der Ulrike Lunacek den Weg in die Politik eröffnete. Im Jahr 1996 waren es die Gründung der Regenbogenparade, die erste Segnung eines lesbischen Paares in Österreich und das Dornbirner Forum, welches trotz Widerstand des örtlichen Bürgermeisters, des damaligen Generalvikars und wesentlicher Teile der Bevölkerung Vorarlbergs durchgeführt werden konnte. Über 300 veröffentlichte Leserbriefe und neun Titelseiten in den Vorarlberger Medien legten ein Zeugnis für das enorme mediale Echo. Eine Wiener Lesung der Vorarlberger Leserbriefe im Republikanischen Club – mit Klara Motter, Terezija Stoisits, Günter Tolar und anderen – sorgte für zusätzliche Erregung im „Ländle“. Aufgrund zahlreicher Nachfragen aus der Community eröffnete das ÖLSF im Sommer 1996 eine Segnungs-Hotline, die segnungswilligen Paaren einen Priester der entsprechenden Konfession zu vermitteln versprach.
1995 gelang es dem ÖLSF als erster LesBiSchwuler Institution Österreichs, namhafte Funktionsträger der Politik zu Auftritten in seinen Veranstaltungen zu motivieren. Das Internationale Menschenrechts-Tribunal stand unter dem Titel 50 Jahre Zweite Republik – 50 Jahre Verfolgung von Lesben und Schwulen. Den Vorsitz hatten die Menschenrechtsaktivisten Freda Meissner-Blau und Gerhard Oberschlick inne. Die Teilsenate, zusammengesetzt aus prominenten Vertretern der österreichischen Zivilgesellschaft, sprachen die Republik in allen sieben Anklagepunkten schuldig der Diskriminierung und ungerechtfertigten Verfolgung.
Letztlich beruht auch die Aufhebung der Strafrechtsbestimmungen des Vereinsverbots und so genannten Werbeverbots für homosexuelle Themen (§§ 220 und 221 StGB) im Herbst 1996 auf der intensiven Lobby-Arbeit des ÖLSF, das damals die Homosexuellen Initiativen Österreichs, die RosaLila PantherInnen aus Graz und seine anderen Mitgliedsvereine effektiv zur Kooperation motivierte. Für Aufsehen sorgte auch die behördlich genehmigte Menschenkette für Menschenrechte rund ums Parlament mit dem Titel Gleiches Recht für gleiche Liebe, die während einer Ausschusssitzung des Nationalrats am 10. Oktober 1995 stattfand. Während draußen mehrere Hundert ÖLSF-Mitglieder demonstrierten, tatkräftig unterstützt von Heaven Vienna unter Leitung von Holger Thor, beantworteten drinnen zwei ÖLSF-Vertreter die Fragen der Parlamentarier.
Als es Anfang 1997 in der Generalversammlung des ÖLSF in Klagenfurt zu einem „Putsch“ der Einzelmitglieder kam, die gleiches Stimmrecht hatten wie die Vereine, erlosch die Durchsetzungskraft des ÖSLF. Die HOSI Wien, eine der wichtigsten Säulen des ÖLSF, trat daraufhin aus.
Im Jahr 1997 sorgte das Forum in St. Pölten noch einmal für Aufsehen, da es sowohl von Bischof Kurt Krenn sowie ultrakatholischen Publizisten, als auch von der Israelitischen Kultusgemeinde ins Kreuzfeuer genommen wurde. 1999 erlahmte schließlich auch der Elan der „Putschisten“, der Verein stellte lautlos seine Tätigkeit ein. Die letzten im Zentralen Vereinsregister eingetragenen Personen – Ulrike Lunacek als Vorsitzende, Diana Voigt (1950–2009)) und Hannes Sulzenbacher als stellvertretende Vorsitzende – waren der Vereinsbehörde für die Funktionsperiode Mai 1999 bis Mai 2000 benannt.